# Stazione di Maruoka
La stazione di Maruoka (丸岡駅?, Maruoka-eki) è una fermata ferroviaria della città di Sakai, nella prefettura di Fukui in Giappone. La stazione è gestita dalla JR West e serve la linea principale Hokuriku).

## Storia
La stazione aprì nel 1897 con il nome di stazione di Shinjō (新庄駅?, Shinjō-eki), e ottenne il nome attuale nel 1909. Nel 1915 venne inaugurata la linea Maruoka delle ferrovie Keifuku, linea che venne dismessa nel 1968. Nel 2010 infine la stazione è stata oggetto di un restyling.

## Linee
JR West
■ Linea principale Hokuriku

## Struttura
La fermata è costituita da due marciapiedi a isola con due binari passanti (altri due binari sono stati rimossi), collegata al fabbricato viaggiatori da una passerella.
| Lato stazione | ■ Linea principale Hokuriku | per Fukui e Tsuruga   |
| Lato campagna | ■ Linea principale Hokuriku | per Kanazawa e Toyama |

## Stazioni adiacenti
| 《                        | Servizio                  | 》                        |
| Linea principale Hokuriku | Linea principale Hokuriku | Linea principale Hokuriku |
| ------------------------- | ------------------------- | ------------------------- |
| Harue                     | Locale                    | Awaraonsen                |